# Євгеній (Гакман)
Євгеній Гакман (нім. Eugen Hackmann); 16 березня 1793 — 12 квітня 1873) — церковний, громадський, політичний та культурний діяч, перший Митрополит Буковини і Далмації.

## Біографія

### Походження Митрополита
Народився Євфимій Гакман (Горяк) в українському селі  Васловівці (Буковинський округ, Королівство Галичини і Володимирії) (давніша назва Васлівці) Заставнівського району, що на північ від Чернівців. 
На жаль, надто мало збереглося історичних свідчень про родину і батьків, дитинство та юність. Не все ясно навіть з датою народження Євфимія. З гідно з церковними довідниками кінця ХІХ – початку ХХ ст., він народився 1793 року. Проте архівні дані початку ХІХ ст. засвідчують іншу дату народження. Зокрема в списках учнів Чернівецької гімназії за 1813 рік вказано, що Є. Гакман із Васловівців має 18 років. Якщо порахувати, то виходить 1795 рік народження.
Мало відомо про батьків митрополита. Зокрема, батька звали Василь і він був бідним селянином. Про матір відомо ще менше. Не збереглося навіть її ім’я, проте вона дожила до тих часів, коли її син став єпископом (1835 р.). Батька вже тоді не було на світі.
Початковою освітою малого Євфимія займався рідний дядько отець Ігнатій Гакман.

### Роки навчання
Достеменно відомо тільки про навчання Євфимія лише в гімназії, та для вступу потрібна була початкова 3-річна освіта. Тому вірогідніше, що спочатку Євфимій відвідував тривіальну школу в Чернівцях, яка розташовувалася поблизу єпископської церкви Св. Трійці на однойменній вулиці (нині вул. Б. Хмельницького). Складність навчання у гімназії (викладовою мовою була латинська), труднощі у спілкуванні( в позаурочний час викладачі спілкувалися з учнями німецькою або польською) зумовила те, що Є. Гакман потрапив до гімназії вже юнаком і був одним із найстарших учнів.
Гімназист — виходець з бідної селянської родини — явище рідкісне і нетипове для Чернівців початку ХІХ ст. Гакманові довелось виробити такі риси характеру, як наполегливість у досягненні поставленої мети, старанність, працьовитість, вимогливість, навіть суворість до себе самого і оточуючих.
Успішно закінчивши гімназію та «філософічний заклад» при ній, де готували до вступу у вищий навчальний заклад, Євгеній, 1819-го року за сприяння буковинського єпископа Даниїла (Влаховича) отримав цільову стипендію з коштів Буковинського православного релігійного фонду, відправився навчатися до Відня.
4-річне навчання в університеті на теологічному факультеті Віденського університету справило глибокий вплив на його світогляд, допомогло йому здобути богословські знання і розвинути власну ерудицію. І вже тоді він виділявся серед товаришів по навчанню. Будучи студентом, став домашнім вчителем у цісарській родині: викладав основи волоської мови цісаревичу Фердинанду.

## Архієрейське служіння

### Професор о. Євген
1823 року повернувся до Чернівців та остаточно вирішив пов'язати своє життя з церквою. Прийняв чернечий постриг з іменем Євгеній. Того року Митрополит Карловацький Стефан висвятив монаха Євгенія у сан диякона, потім — ієромонаха.
А пізніше о. Євген був призначений на посаду вчителя Закону Божого тривіальної (початкової) школи.
Проте вже влітку 1824 року його зарахували кандидатом на посаду професора майбутнього Богословського закладу. Вже в 1826 році цісарем Францом І було прийняте рішення про заснування «греко-східного» Богословського закладу в Чернівцях, який був відкритий 4 жовтня 1827 року, а о. Євген був призначений професором Біблійних студій Ветхого Завіту, та викладав в інституті всього вісім років, готуючи священиків так званої «нової школи». Був вимогливим до слухачів, бо вважав глибоке знання Біблії основою основ богословської освіти.
26 вересня 1834 року помер буковинський єпископ Ісая (Балошескул), але призначення нового єпископа затягнулося через хворобу та смерть імператора Франца І. Новий австрійський імператор Фердинанд І указом від 8 травня 1835 року іменував о. Гакмана єпископом Буковинським, правлячим архієреєм Чернівецько-Буковинської єпархії. 15 серпня 1835 року собором архієреїв на чолі з митрополитом Стефаном його висвятили у сан єпископа Чернівецького і Буковинського. Владика був першим українцем, який очолив Буковинське єпископство.

### Церковна справа
Владика займався церковною справою віддано і наполегливо, розуміючи всю складність проблем, які стояли перед православною церквою на  Буковині. Так в 1842 році на розгляд цісаря був поданий документ під назвою «Друге загальне впорядкування парафій». А вже 24 жовтня 1843 року цісар його затвердив. Згідно з ним єпархія поділялася на 12 протопресвітеріатів, помітно підвищувалася платня духівництва, насамперед священиків «нової школи», тобто тих, які закінчили Богословський інститут, запроваджувалася посада кооператора – допоміжного священика для філіальних храмів, було впорядковано виплату пенсій пристарілим панотцям, створено фонд допомоги вдовам і сиротам священиків. 
Завдяки цим заходам помітно покращилося становище буковинського православного духівництва.  Кількість самостійних парохій зросла від 173 до 221. У 1838 році єпископ Євгеній добився відкриття окремої школи дияконів, у якій поряд із німецькою широко вживалися крайові мови — русинська (українська) та молдавська. Розширив використання української мови у церковному діловодстві. 
Головну увагу владика приділяв справам єпархії, піднесенню освітнього рівня духовенства, будівництву храмів. На момент отримання єпархії практично всі православні церкви були дерев'яні. Архієрей розпочав інтенсивне культове будівництво.
Зініціював будівництво перших монументальних споруд: 15 липня 1844 року урочисто заклав наріжний камінь у фундамент майбутнього Святодухівського кафедрального собору, спорудження якого затягнулося на 20 років. Одночасно з кафедральною церквою проводилося спорудження нової парафіяльної Святопараскевинської церкви. 17 липня 1864 освятив своє дітище — Святодухівський кафедральний собор, наступного дня заклав наріжний камінь у фундамент каплиці Св. Івана Нового Сучавського. З неї розпочалося спорудження комплексу єпископської (згодом митрополичої) резиденції у Чернівцях - основу забудови резиденції православних митрополитів Буковини, яка, органічно увібравши в себе автентичну буковинську орнаментику, стала архітектурною перлиною Чернівців. Очолював будівничий комітет резиденції, заступником голови комітету був архітектор Йозеф Главка.   За участі Євгена Гакмана і релігійного фонду споруджується вища школа поруч з собором Святого Духа.

## Громадська діяльність
У бурхливу громадську діяльність Владику Євгенія було втягнуто під час революційних подій (1848—1849) в Австрійській імперії, коли активізувалася боротьба за відокремлення Буковинського округу від Королівства Галичини і Володимирії. В цьому русі Євгена Гакмана цікавило не стільки відокремлення краю як такого, як виведення шкільництва з-під нагляду Львівської римо-католицької консисторії і передання під нагляд православної консисторії в Чернівцях. Таким чином, керуючись певними релігійними переконаннями, але здебільшого під тиском місцевої румунської боярської верхівки, владика ставив підписи під петиціями із закликами надати Буковині статус окремого коронного краю. Які зрештою досягли позитивного результату.
Практично відразу Владика Євгеній зіштовхнувся з доволі серйозною проблемою — румунська громада почала обстоювати ідею приєднання Буковини до «румунської» Трансільванії, а пізніше й буковинського єпископства до РумПЦ. Архієпископ був категорично проти цього, й протидіяв всіма можливими засобами. Євгеній Гакман провів заходи для ґрунтовного вивчення крайових мов Буковини – української та румунської. 

### Створення університету
Ще в 1851 році єпископ звернувся до австрійського уряду з пропозицією створити в Чернівцях вищий богословський факультет на базі існуючого інституту. Проте тоді ця ідея не знайшла прихильників. Коли наприкінці 60-х – 70-х років ХІХ ст. буковинці почали домагатися відкриття університету в Чернівцях, владика Євген виступив із конкретними пропозиціями, які уможливили позитивне вирішення цієї справи. Єпископ вказав на те, що богословський факультет фінансуватиметься з Буковинського православного релігійного фонду, ним будуть надані приміщення в резиденції для розміщення  і богословського і світських факультетів. Тому єпископ Євген відіграв винятково важливу роль у справі заснування Чернівецького університету.
У квітні 1861 року розпочав свою роботу Буковинський крайовий сейм, послом якого «за посадою» став Євген Гакман. Цю почесну посаду він займав протягом трьох років. Ба, цісарським рішенням від 5 квітня 1861 року владику було призначено Маршалком. У цьому статусі архієрей перебував до 1864 року. Надалі був «віце-маршалком». Того ж року розпочав роботу парламент імперії — Рейхсрат, послом якого як член палати панів («за посадою» як архієпископ окремої коронної землі) 1862 року став Євген Гакман.

### Буковинська митрополія
Найвищим досягненням Владики Євгенія стало піднесення Буковинського єпископства до гідності окремої Буковинської митрополії. Таке волевиявлення було висловлене зборами духівництва Буковини ще у лютому 1861 року, тоді було подано цісарю відповідну петицію. 1864 року було проголошено створення Семигородської православної митрополії для румунів, прозвучала також обіцянка Франца Йозефа І вирішити в майбутньому й питання Буковинської єпархії. 23 січня 1873 року цісарським рішенням єпископ Євген був іменований Архієпископом Чернівецьким і Митрополитом Буковини та Далмації.
Після того як Владика усвідомив реальні наміри румунської верхівки, його підтримка «руського руху» на Буковині значно посилилась, що було позитивно оцінено місцевим населенням. Так, у «Слові» (1864 року, № 94) зазначалося:
|  | ...Русчина не пропадає, а помало підноситься. А якщо єпископ Євгеній (Гакман) поживе, чого йому всі русини від серця бажають, то Буковинська Русь піде горою. Вже й тепер на зборах наших більше щирий язик почуєш, ніж румунський..., чого раніше не бувало. Православні богослови вже здають іспити і по-руски і проти цього ніякої опозиції... |

Протиріччя посилилися під час виборів до крайового сейму 1867 року. Незважаючи на шалений тиск румунської боярської верхівки, було обрано кількох українських селян із північних повітів. Після цього румуни вже вголос почали звинувачувати Владику Євгенія у проукраїнських настроях. На знак неповаги до всього українського румунські священики демонстративно залишили кафедральну церкву під час «української відправи». Незважаючи на це, архієпископ посилював «українську присутність» у єпархії. До кафедрального собору проповідником було переведено о. Василія (Продана) з Лашківки. 1868 року вчителем співу в семінарії призначається Сидір Воробкевич, який переїжджає в Чернівці. Особливе невдоволення серед румунів викликала діяльність ректора духовної семінарії М. Коморошана. З благословення Владики Євгенія вводиться новий «Правильник про організацію діловодства в консисторії» (санкціонований Цісарем 1869 року), яким українській мові офіційно надається статус другої урядової.
Його рішення дозволити богослужіння українською мовою на Митрополичому соборі в Чернівцях призвело до протестів шовіністичних румунських націоналістів у 1866 і 1867 роках.
Водночас агресивніше діяли й представники румунської громади краю, згуртовані навколо Євдоксія Гурмузакі. Все більшої сили набирало створене ними Товариство румунської культури і літератури на Буковині. Тотальна румунізація краю набувала доволі загрозливого характеру. В цей час Владика Євгеній організовує роботу по створенню першої української організації Буковини. Зокрема, він дає доручення своїм довіреним особам протоієрею Василію (Продану) та архідиякону Теоктисту (Дроню):
|  | ...треба створити протилежне товариство...займайтеся створенням «Руської Бесіди»... |

Ініційована владикою українська організація постала 1869 року. З його ж благословення очолив новостворене товариство о. Василій (Продан).

Виключно важливу роль відіграв Євген Гакман у справі заснування Чернівецького університету. В австрійському парламенті він виступив з конкретними пропозиціями з метою позитивного вирішення цієї справи: по перше, запевнив, що один із факультетів, тобто теологічний, фінансуватиметься за рахунок православного релігійного фонду Буковини, по-друге, приміщення для навчання студентам-теологам пообіцяв надати в резиденції, по-третє, владика запропонував тимчасово розмістити й інші факультети в резиденції, допоки не буде зведено будівлі університету. Поряд з іншими аргументами ці пропозиції схилили шальку терезів на користь Чернівців.
Проте владиці не судилося дожити до відкриття університету в Чернівцях.
27 лютого 1873 року він відбув до Відня, де невдовзі мала відбутися його возведення в митрополита Буковинського і Далмацького. Возведення мало пройти в православній парафіяльній церкві Святої Трійці, однак стан здоров'я різко погіршився. Серце Митрополита Євгенія перестало битися у ніч на 13 квітня 1873 року. 18 квітня тлінні останки Владики привезли до Чернівців. У місті оголосили жалобу. 23 квітня 1873 року у Святодухівському кафедральному соборі відбулася панахида, яку служили українською мовою отець Василій (Продан) та румунською — отець Іліуц. Прах владики поховали у східній частині вівтаря цієї ж церкви.
У часи «войовничого атеїзму» могилу Митрополита було сплюндровано. Його рештки перепоховали у донині невідомому місці.

## Смерть митрополита
Навіть на смертному одрі владика Євген думав про свою паству, нужденних і немічних краян. Він заповів кошти на будівництво будинку для пристарілих у Чернівцях та парафіяльної церкви в рідному селі. А у ніч з 11 на 12 квітня 1873 року Євгеній Гакман помер.

## Галерея

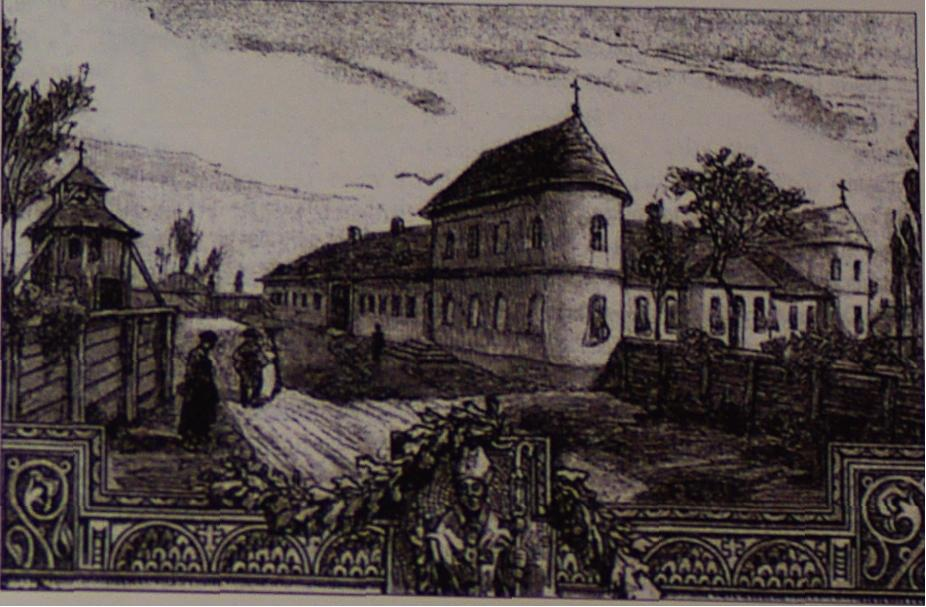
Стара єпископська резиденція в Чернівцях (в якій розміщувався Владика Євгеній)
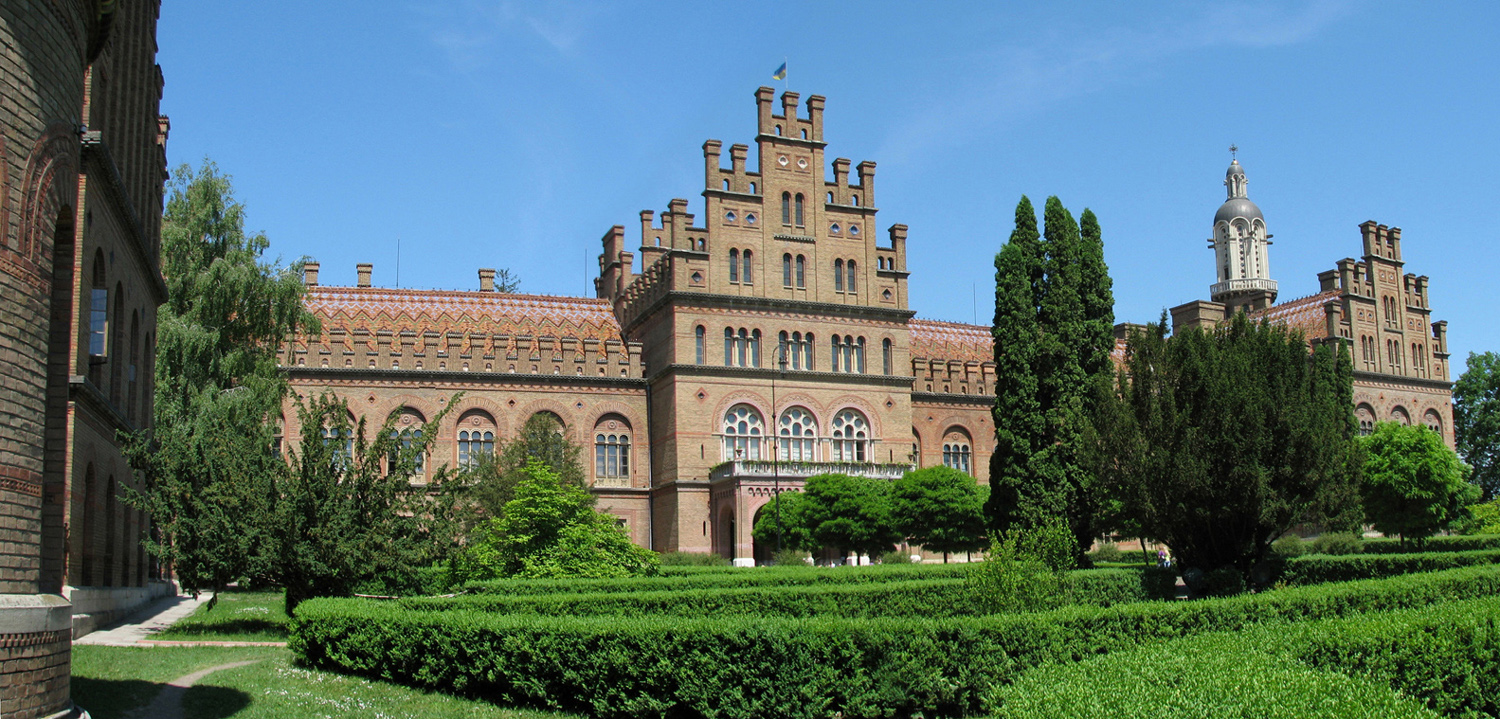
Нова Резиденція буковинських митрополитів (збудована 1882 року завдяки зусиллям Владики Євгенія)
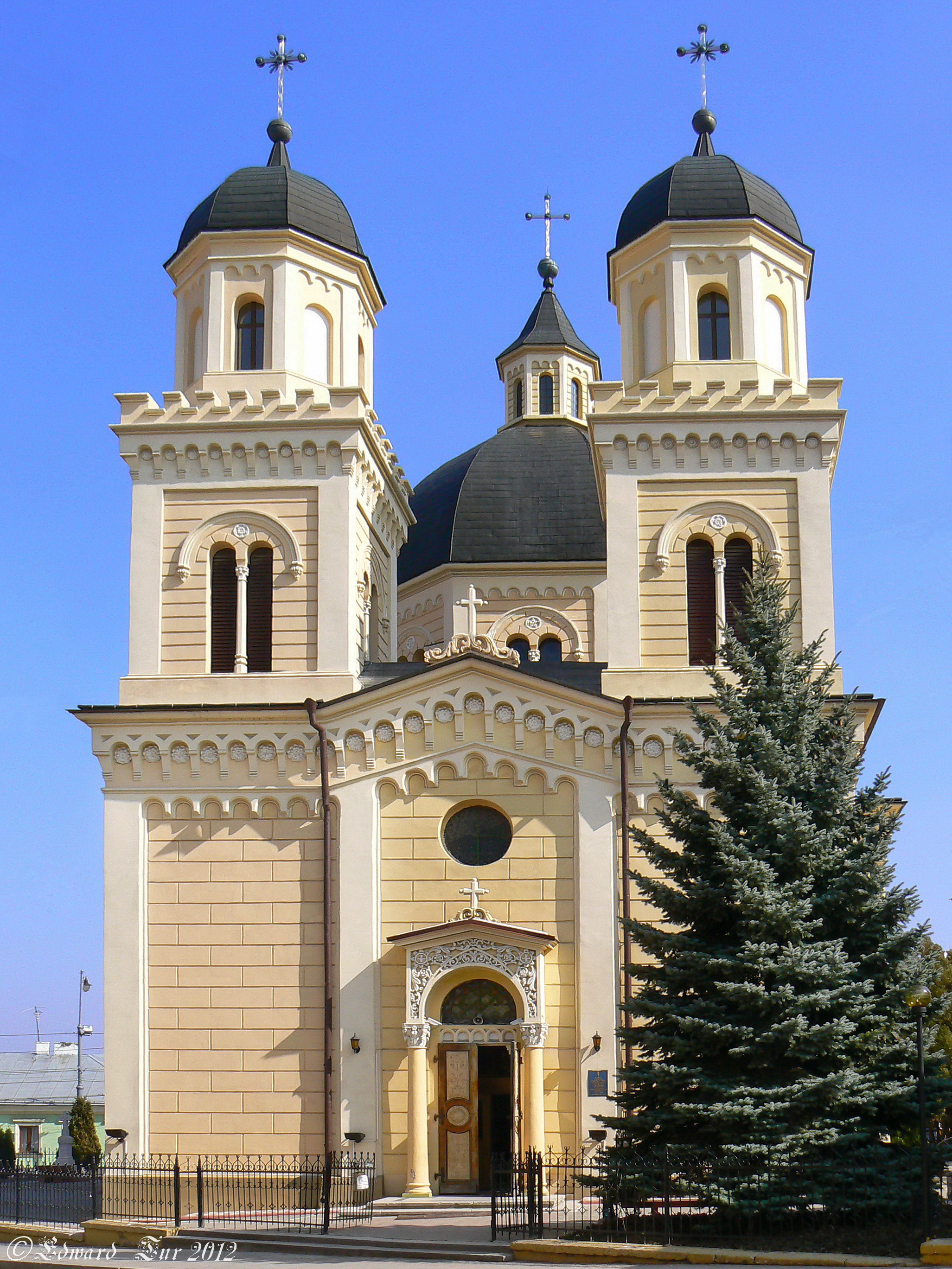
Святопараскевинська церква в Чернівцях (споруджена стараннями Владики Євгенія)
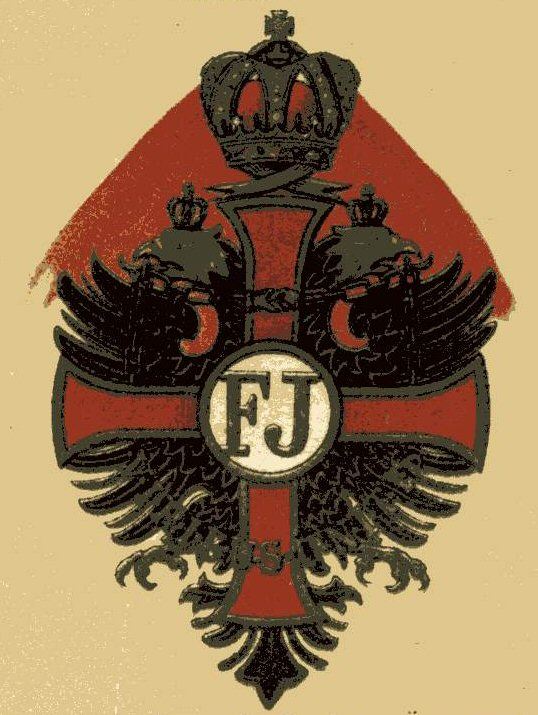
Командирський Хрест ордена Франца Йосифа (цієї нагороди Владика Євгеній удостоївся 03.05.1854 року)
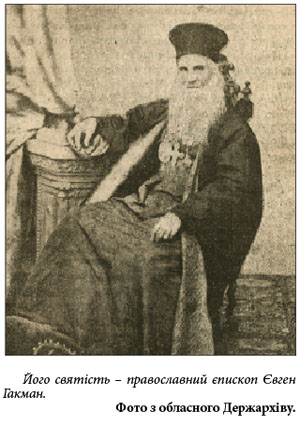
Владика Євгеній (Гакман) 1870 р.
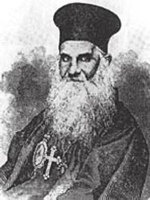
Владика Євгеній (Гакман)
Меморіальна дошка в Чернівцях (автор Артемій Присяжнюк)
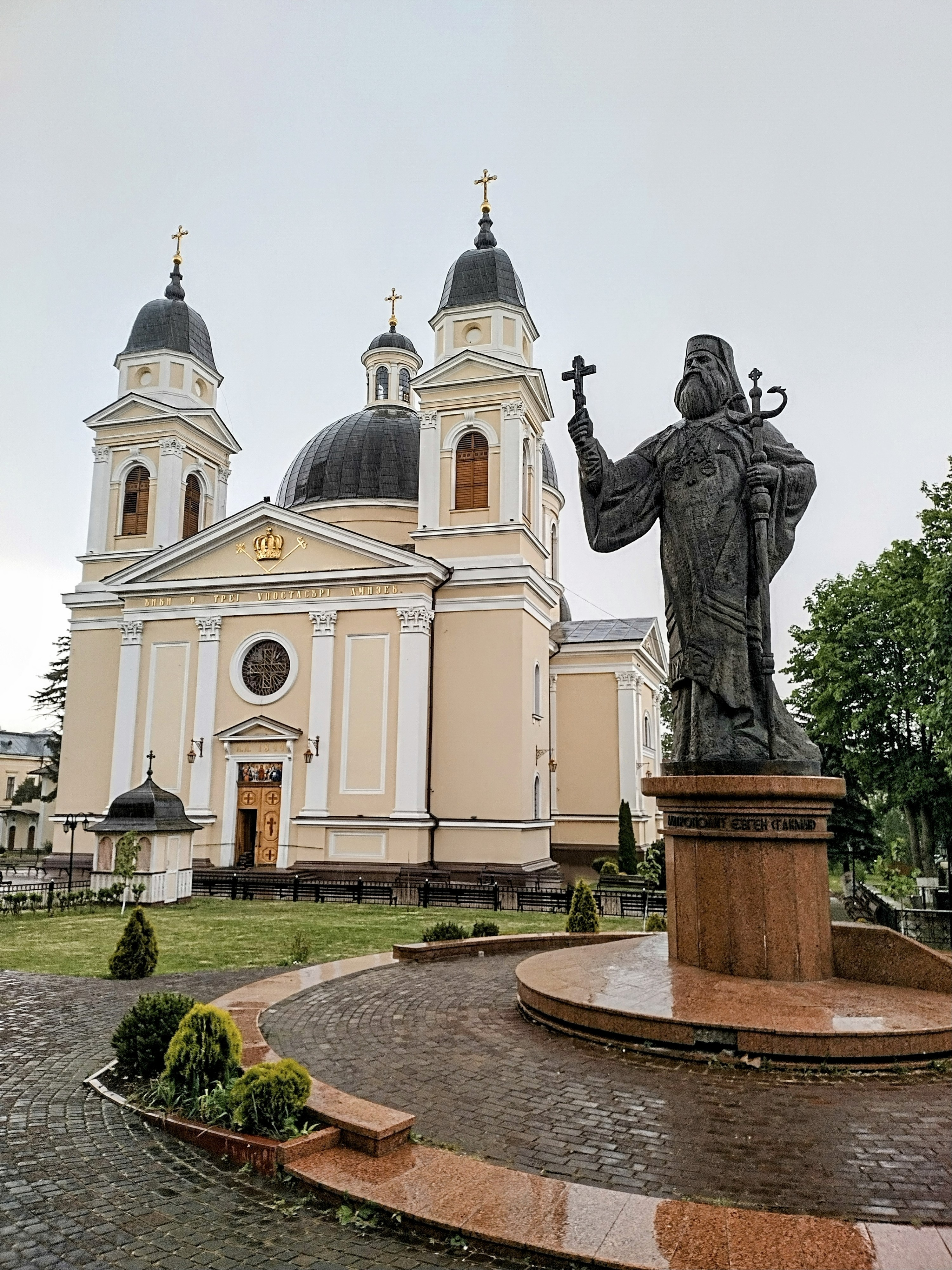
Пам'ятник біля Свято-Духівського катедрального собору у Чернівцях